# Mayflower (Arkansas)
Mayflower é uma cidade localizada no estado americano de Arkansas, no Condado de Faulkner.

## Demografia
Segundo o censo americano de 2000, a sua população era de 1631 habitantes.
Em 2006, foi estimada uma população de 1968, um aumento de 337 (20.7%).

## Geografia
De acordo com o United States Census Bureau, a localidade tem uma área de 7,7 km², dos quais 7,6 km² cobertos por terra e 0,1 km² cobertos por água. Mayflower localiza-se a aproximadamente 86 m acima do nível do mar.

## Localidades na vizinhança
O diagrama seguinte representa as localidades num raio de 24 km ao redor de Mayflower.